# Vatica cinerea
Espèce
Classification phylogénétique
Statut de conservation UICN

 DD  : Données insuffisantes
 Vatica cinerea est un arbre sempervirent d'Asie du Sud-Est.

## Répartition
Forêts de zones rocheuses sèches ou forêts de bambous de Myanmar, Malaisie péninsulaire, Thaïlande, Cambodge, Viêt Nam.

## Préservation
Espèce menacée par la déforestation et l'exploitation forestière. Quelques arbres sont protégés dans des réserves forestières.